# Jola hookeriarum
Jola hookeriarum är en svampart som beskrevs av Möller 1895. Jola hookeriarum ingår i släktet Jola och familjen Eocronartiaceae.   Inga underarter finns listade i Catalogue of Life.